# Maastricht Wildcats
I Maastricht Wildcats sono una squadra di football americano di Maastricht, nei Paesi Bassi.

## Storia
La squadra è stata fondata nel 1998 come Limburg Wildcats e ha vinto 2 volte il Tulip Bowl e 1 volta l'Holland Bowl.

## Dettaglio stagioni

### Tornei nazionali

#### Campionato

##### Eerste Divisie
| Stagione | regular season | regular season | regular season | regular season | regular season | regular season | playoff | playoff | playoff | playoff | playoff | playoff    | playoff            |
|          | Vin            | Par            | Per            | Tot            | PF             | PS             | Vin     | Per     | Tot     | PF      | PS      | risultato  | avversaria         |
| -------- | -------------- | -------------- | -------------- | -------------- | -------------- | -------------- | ------- | ------- | ------- | ------- | ------- | ---------- | ------------------ |
| 2017     | 2              | 0              | 6              | 8              | 105            | 213            | -       | -       | -       | -       | -       | -          | -                  |
| 2018     | 3              | 0              | 7              | 10             | 142            | 130            | -       | -       | -       | -       | -       | -          | -                  |
| 2019     | 4              | 0              | 3              | 7              | 118            | 207            | 0       | 1       | 1       | 6       | 13      | Semifinale | Amsterdam Panthers |
| Totale   | 9              | 0              | 16             | 25             | 365            | 550            | 0       | 1       | 1       | 6       | 13      |            |                    |

Fonti: Enciclopedia del Football - A cura di Roberto Mezzetti

### Riepilogo fasi finali disputate
| Anno           | Luogo | Evento         | Fase del torneo | Incontro                                 | Risultato |
| 23 giugno 2019 |       | Eerste Divisie | Semifinale      | Amsterdam Panthers - Maastricht Wildcats | 13 - 6    |

## Palmarès
- 2 Tulip Bowl (2007, 2011)
- 1 Runners-Up Bowl (2005)
- 1 Derde Divisie (2004)
- 1 Holland Bowl (2000)